# 大正大学硬式野球部
大正大学硬式野球部（たいしょうだいがくだいがくこうしきやきゅうぶ、University Baseball Club）は、東都大学野球連盟に所属する大学野球チーム。大正大学の学生によって構成されている。
常設の野球部合宿所があり、本拠地である埼玉校舎内のグラウンドを使用する。

## 創部
- 1948年（昭和23年）創部。1951年（昭和26年）説もある。

## 歴史
- 1925年、前身の一つである宗教大学が旧東京新大学野球連盟に加盟。
- 1948年、東都大学野球連盟に加盟。
- 1951年秋季リーグ戦で最下位となり、新設の4部リーグに降格する。
- 1966年春季リーグ戦で4部優勝、3・4部入替戦で一橋大学を破り、初の3部昇格。
- 1994年秋季リーグ戦で3部優勝。2・3部入替戦で拓殖大学を破り、初の2部昇格。
- 1995年春季リーグは、前年度のエースが卒業したこともあり最下位に終わるものの、中央大学から勝ち点を奪う善戦をした。リーグ戦終了後の入替戦で拓殖大学に敗れ3部降格。
  - 以後、3部において順天堂大学と3部2強体制を築き何度も3部で優勝するが、2部の壁を越えられなかった（これ以降の3部優勝校は、この両大学以外には順天堂大学に入替戦で敗れて降格した拓殖大学・東京農業大学と、かつて1部経験もあるが現在は3部以下に定着している学習院大学、一橋大学、芝浦工業大学だけである）。
- 2005年、中央大学元監督である伊藤周作監督の下で秋季リーグ戦3部優勝。2･3部入替戦では、高校時代に一部マスコミにドラフト候補として取り上げられたこともある左のエース投手の奮投もあって拓殖大学を破り、2度目の2部昇格。
  - 2006年秋季リーグ戦で立正大学から勝ち点を奪う。2度目の2部3季では、勝ち点はこの時のみ。
- 2007年春季リーグ戦で3季連続2部最下位になり、2･3部入替戦で拓殖大学に敗れ3部降格。
  - 2007年秋季リーグより、八木茂監督が指揮を執った。中央大学出身の伊藤に続き八木も他大学の早稲田大学出身で、野球部が迎える初のプロ野球経験者でもある。
- 2010年、OBの飯田達也が、BCリーグ信濃グランセローズに入団[1]。同大学出身者として、初のプロ野球選手となる。
- 2019年秋季リーグ戦で優勝。2・3部入替戦で東京農業大学を2勝1敗で下し、12年ぶり3度目の2部昇格。
- 2021年春季リーグ戦で最下位になる。2部5位東京農業大学・3部優勝の学習院大学との巴戦に敗れ、3部へ降格。
- 2023年春季リーグ戦で優勝。2・3部入替戦で東京農業大学を2勝1敗で下し、2年ぶり4度目の2部昇格[2]。

## 概要
- 部長:山本 雅淑 (大正大学人間学部 教育人間学科 教授)
- 副部長:藤木 随尊（野球部OB)
- 監督:大内 康至（野球部OB・白樺学園高校部長として甲子園出場)
- 打撃コーチ:立花 寛久（野球部OB)
- 投手コーチ:上野 啓輔 (元 東京ヤクルトスワローズ)

## 本拠地
- 〒343-0193 埼玉県北葛飾郡松伏町大字築比地343-1（埼玉校舎）
  - 東武伊勢崎線・せんげん台駅からバス「大正大学入口行き」。かつての埼玉校舎所在地で、その後野球部寮が完成した。
  - 大正大学が3部にいるときは、リーグ戦の一部が埼玉校舎内のグラウンド（大正大学球場）で開催されていたが、近隣住民との兼ね合いで現在は開催されていない。

## 記録
- 3部リーグ優勝 32回（最多）
- 4部リーグ優勝 1回

## 関係者
主な出身者
- 橋本信治　プロ野球審判員
- 飯田達也
- 東風平光一 (愛媛マンダリンパイレーツ)
- 小林佑輔 (福島ホープス)

監督・コーチ
- 八木茂　元監督
- 藤田康夫　元コーチ